# Кондо, Нацуэ
Нацуэ Кондо (яп. 近藤 奈津枝; род. 13 января 1966) — японский адмирал (海将, эквивалент вице-адмирала). Первая женщина в этом звании, не считая офицеров медицинской службы.

## Биография
Родилась 13 января 1966 года в префектуре Ямагути.
В 1988 году окончила кафедру японского языка и литературы факультета гуманитарных наук Университета Ямагути.
Работала школьным учителем японского языка.
Через год после окончания университета, в марте 1989 года поступила на службу в Морские силы самообороны Японии (JMSDF). Хотела служить на кораблях, но в то время для этого не было условий, ей приходилось заниматься бухгалтерией и вопросами снабжения.
В 2010 году получила звание капитана 1-го ранга (1等海佐).
В 2016 году получила звание вице-адмирала (海将補, эквивалент контр-адмирала). Первой из японских женщин, не считая офицеров медицинской службы, получила это звание. Назначена начальником тыла в штаб командующего JMSDF.
В 2018 году назначена начальником штаба генерального инспектора, командующего региональным подразделением Оминато.  Первой из японских женщин получила назначение.
В 2020 году назначена директором по закупкам в Агентство по закупкам, технологиям и логистике (ATLA) при Министерстве обороны Японии.
В 2022 году назначена директором школы кандидатов в офицеры JMSDF (на территории бывшей Военно-морской академии в Этадзиме).
В декабре 2023 года получила звание адмирала (эквивалент вице-адмирала), назначена местным генеральным инспектором, командующим региональным подразделением Оминато JMSDF со штабом в городе Муцу префектуры Аомори.  В JMSDF существует пять подразделений. Подразделение Оминато отвечает за охрану северных районов: пролива Цугару и префектуры Хоккайдо. Первой из японских женщин получила столь высокое звание (включая другие рода войск) и назначение с момента создания JMSDF в 1954 году. Официально назначение состоится 22 декабря.